# 倉西正武
倉西 正武（くらにし まさたけ、1924年7月19日 - 2021年6月22日）は、日本の数学者。コロンビア大学名誉教授。名古屋大学卒。理学博士（名古屋大学、1952年）。専門は複素幾何学、複素解析、偏微分方程式。

## 略歴
1924年東京生まれ。東京工業大学助手を経て、1952年名古屋大学助教授。1954年から渡米し、プリンストン高等研究所（IAS）、シカゴ大学、マサチューセッツ工科大学（MIT）、プリンストン大学等の客員研究者を務める。1957年名古屋大学教授。1961年コロンビア大学教授。1999年退職、同 名誉教授。コロンビア大学に於いて大規模記念集会が1994年、2005年に開催されている。指導教員は中山正。2021年6月22日没。

## 受賞等
- 1962年 ICM Stockholm 招待講演[4]
- 1970年 ICM Nice 招待講演[4]
- 1975年 Guggenheim Fellow[1]
- 2000年 Stefan Bergman Prize アメリカ数学会[5]
- 2014年 幾何学賞 日本数学会[6]

## 業績
- コンパクトな複素多様体の普遍変形族（いわゆる倉西族）の構成。
- 孤立特異点の変形理論における強擬凸CR多様体論からのアプローチ。
- 9次元以上の強擬凸CR多様体の複素多様体への局所的なCR埋め込みの構成。倉西の問題を提唱。近年はCR構造のCartan幾何を研究している。
- ラース・ヘルマンダー教授が1967年に導入した擬微分作用素の表象のクラスの座標変換に関する不変性は、倉西教授のアイディアを用いて示された。